# Relaciones Tanzania-Venezuela
Las relaciones Tanzania-Venezuela se refieren a las relaciones internacionales que existen entre Tanzania y Venezuela.

## Historia
Entre 1974 y 1977 Venezuela realizó acuerdos comerciales con varios países, entre ellos Tanzania, en el que los beneficiarios podrían pagar el 50% del aumento del precio del petróleo venezolano en bonos a largo plazo, permitiendo reducir el impacto de dichos aumentos sobre la balanza de pagos a la mitad.
El 21 de octubre de 1992 el expresidente de Tanzania, Julius Nyerere, fue galardonado junto con la birmana Aung San Suu Kyi con el Premio Internacional Simón Bolívar.
El 15 de julio de 2012 Olga Fonseca es designada como embajadora concurrente de Venezuela en Tanzania. El 27 de julio de 2012 Fonseca fue encontrada muerta en su residencia oficial en Nairobi, Kenia, asesinada por estrangulamiento. Medios locales reportaron que la designación de Fonseca fue vista por los responsables de su asesinato como un riesgo para sus presuntas operaciones ilícitas, y que el personal de la embajada venezolana usaba vehículos oficiales y valijas diplomática para el tráfico de estupefacientes.
El 29 de noviembre de 2018, el ministro de relaciones exteriores de Tanzania, Agustin Mahiga, recibió al viceministro para África del ministerio de relaciones exteriores venezolano, Yuri Pimentel, quien se encontraba realizando una gira de trabajo por la región. En febrero de 2019 Yuri Pimentel sostuvo una reunión con el embajador de Tanzania ante las Naciones Unidas, Modest Jonathan Mero.

## Misiones diplomáticas
- Venezuela cuenta con una embajada concurrente en Nairobi, Kenia.[9]